# 青島美幸
青島 美幸（あおしま みゆき、女性、1959年2月7日 - ）は、日本の作家・タレント・女優。父は青島幸男。弟は、放送作家の青島利幸。

## 来歴・人物
東京都中央区日本橋出身。堀越高等学校を経て、和洋女子大学卒業、早稲田大学大学院修士課程修了。
10代半ばから芸能界で活躍。女優としてデビュー後活動範囲を広げ、作家として『み～んなブスを好きになれ』などの小説・エッセイを発表する。
1995年実父が都知事就任直後の第17回参議院議員通常選挙の比例区第二院クラブ新人として出馬し落選（1位新人佐藤道夫は当選、2位現職コロムビア・トップ落選、2001年まで繰り上げ当選の資格を有していた）
日本テレビ系「ウルトラクイズ」に構成作家として、問題作成を担当していたこともある。
調理師、美容師の国家資格をもつ。その他、特許管理士なども所有。

## 著書
- 『そよ風に乗った風船』三浦太郎 (文化人類学者)と共著 いんなあとりっぷ社 1976
- 『ああ親をケトばす日』白泉社、1982年7月12日。NDLJP:12127888。のち集英社文庫
- 『みゆき現象』朝日出版社 1983 (Serie d'evenement)
- 『黄色い電車』冬樹社 1983 のち集英社文庫
- 『み～んなブスを好きになれ』1984 集英社文庫コバルト
- 『ちょっとバァさんあんたのことだよ』オレンジ出版 1985
- 『み～んなブスにひざまずけ』1985 集英社文庫コバルト
- 『み～んなブスで良かったネ』1986 集英社文庫コバルト
- 『つぶやき飛行船』大陸書房 1986
- 『ハウスマヌカンはいどーどー』講談社 1986
- 『み～んなブスがやめられない』1988 集英社文庫コバルト
- 『のぶ子さん、いないないバァ』1988 集英社文庫
- 『あ、結・婚。ちょっと待って!』フォー・ユー 1988
- 『あとはお・ま・か・せッ ウルトラ・エッセイ』1988 集英社文庫コバルト
- 『ケーキ屋さんだよみゆきちゃん』くもん出版 1988 (シルキーファンタジアシリーズ)
- 『だって!有名になりたいもん』(のびのび人生論) ポプラ社 1989
- 『グラタン・ドリアだよみゆきちゃん』くもん出版 1989 (シルキーファンタジアシリーズ)
- 『ちゃきちゃきシメカの調査メモ あたまに元気なハツラツ・ミステリー』集英社 1989
- 『22階からハバグッダーイ みゆきのオーストラリア留学日記』実業之日本社 1990
- 『気ままにクリエイト』フレーベル館 1990 (クリエイティブウーマンシリーズ)
- 『ダールンの虹』パロディー社 1990
- 『この恋わたしがいただきよ』(もっと・とんでる学園シリーズ) ポプラ社 1992
- 『ダールンの雲』パロディー社出版 1992
- 『この恋は、わたしの出番』(もっと・とんでる学園シリーズ) ポプラ社 1994
- 『ダールンの風』パロディー社出版 1994.11
- 『ダールンの波』パロディー社出版 1996
- 『この恋はだれのもの?』(もっと・とんでる学園シリーズ) ポプラ社 1998
- 『青島家の食卓 祖母から孫へ伝えた料理のかずかず』グラフ社 1998 (マイライフシリーズ)
- 『っていうか、それってなにげに日本人系?』弘済出版社 1999
- 『ダールン』パロディー社 2001
- 『幸せをつれてきたネコのアブちゃん 愛猫との出会い、そして別れ』グラフ社 2003
- 『総理大臣とケンカした男 青島幸男の政治信条 議事録ダイジェスト版』パロディ社 2007
- 『昭和に火をつけた男 青島幸男とその時代』森炎と共著 講談社 2013

### 作詞（提供）
- ラスト　スパーク

作詞:青島美幸／作曲：沢田研二／編曲:柴山和彦
　* 1983年3月5日「JULIE SONG CALENDAR」（沢田研二）に収録。

## テレビドラマ
- ママはライバル（1972年、TBS）
- ラブラブライバル（1973年、TBS） - 秋元つぼみ
- ニセモノご両親（1974年、TBS） - 風巻達子
- 赤い迷路（1974年、TBS）
- 幸福ゆき（1975年、TBS） - 松井奈々
- 意地悪ばあさんの逆襲（1984年、フジテレビ） - 税務署の調査官
- 土曜ワイド劇場・針の誘い（1986年、朝日放送）

## その他のテレビ番組
- 東芝ファミリーホール特ダネ登場!?（日本テレビ）
- カリキュラマシーン（日本テレビ）
- YOU（1982年 - 1983年、NHK教育） - 司会

## 主なラジオ出演
- マツダキャンパス ウィークエンド・リクエスト 青島美幸のTHE BEN-LON（1981年4月 - 9月、ニッポン放送）